# José Guerra Castillo
José Guerra Castillo (Guayaquil, 12 de febrero de 1919 — Ibidem, 26 de abril de 2018) fue un periodista, escritor, dramaturgo y catedrático ecuatoriano. Entre los seudónimos que utilizó a lo largo de su carrera su cuentan Filosofito, César Danné, P. Penacho, Alonjo Quijano, Jota y Pepe Paz.

## Biografía
Inició su carrera periodística en el diario El Telégrafo, fundado en 1884 por su abuelo, José Abel Castillo. También trabajó como periodista y columnista en los diarios Extra, La Razón y Expreso.
Durante la década de 1950 alcanzó éxito escribiendo obras teatrales y radionovelas, la mayoría de las cuales se estrenaron en Radio Atalaya y Radio CRE Satelital. Entre sus radionovelas más famosas estaba una llamada Vida y pasión de Jesús, que era transmitida todos los años durante Semana Santa. Durante su etapa como dramaturgo trabajó con el poeta David Ledesma Vásquez y entre sus obras de teatro más conocidas estuvieron algunas como Damián, El Hermano Humildad, La serpiente dormida y El vendedor de ilusiones.
En aquella época, Guerra Castillo era parte de la comunidad de intelectuales LGBT guayaquileños, entre los que estaban, además de él mismo y David Ledesma Vásquez, personalidades como Jorge Maldonado Renella y Enrique Arbuiza.
En su faceta como escritor, publicó su primera obra de la mano de la Casa de la Cultura Ecuatoriana en 1964 bajo el título La linterna de Diógenes. Posteriormente publicó los libros: Mis personajes inolvidables, Cuba de hoy, Del hombre, la libertad y la paz, y El Che: 43 días inolvidables en Guayaquil. En este último libro, Guerra Castillo relató la única visita que el revolucionario argentino Che Guevara realizó a Guayaquil, tiempo en el que Guerra Castillo lo habría conocido personalmente y en el que el argentino habría recibido una oferta de trabajo en el Hospital Psiquiátrico Lorenzo Ponce, dado que el Che Guevara era médico.
En 1980, año de fundación de la Facultad de Comunicación Social de la Universidad de Guayaquil, Guerra emepezó a dar clases de periodismo interpretativo y de opinión en la misma.
Se dedicó además al baile y al canto. Fue bailarín de flamenco en la agrupación de danza Carmen Amaya, donde usaba el seudónimo de Curro Montes. También grabó varios discos de poesía y condujo un programa matutino de opinión política y artística en Radio Cristal.